# João Baptista de Sampaio Ferraz
João Baptista de Sampaio Ferraz (Campinas, 16 de fevereiro de 1857 — ?) foi um político brasileiro. Exerceu o mandato de deputado federal constituinte por São Paulo em 1891.